# Robson Penna
Robson Penna (ur. 18 lutego 1997) – brazylijski judoka.
Srebrny medalista igrzysk Ameryki Południowej w 2018 roku.